# مناورات الصداقة (تونس - فرنسا)
مناورات الصداقة أو (بالإنجليزية: Friendship Maneuvers)‏ هي مناورات عسكرية مشتركة تقام بين كل من تونس وفرنسا, وتأتي تلك التدريبات ضمن مبادرة (5 + 5) للدفاع بتعاون دول ضفتى المتوسط الشمالية والجنوبية. وبحضور مراقبين من المغرب والجزائر وموريتانيا وإيطاليا وإسبانيا والبرتغال.